# Studentengezelligheidsvereniging
Een studentengezelligheidsvereniging is een studentenorganisatie waarin de leden in verenigingsvorm aangenaam sociaal kader geboden wordt tijdens de studie, maar die niet verbonden hoeft te zijn aan één of meer specifieke opleidingen.
Dit in tegenstelling tot studie- of studentenverenigingen, waar tevens aan een (voor de groep gezamenlijke) studie gerelateerde dingen worden gedaan zoals het samen bestuderen en bespreken van boeken, bezoeken of zelf organiseren van culturele activiteiten, het zich inzetten bij maatschappelijke problemen, enzovoorts.
In Vlaanderen kent men studentenclubs met een vergelijkbare functie. Ook faculteitskringen of faculteitsclubs (België) en studieverenigingen (Nederland) vertonen aspecten van een studentengezelligheidsvereniging.